# Pont-Sainte-Maxence
Pont-Sainte-Maxence è un comune francese di 12 007 abitanti situato nel dipartimento dell'Oise della regione dell'Alta Francia.

## Società

### Evoluzione demografica
Abitanti censiti

## Amministrazione

### Gemellaggi
- Grignasco